# Guntis Ulmanis
Guntis Ulmanis (Riga, 13 de setembro de 1939) é um político letão que serviu como presidente da Letônia por 2 mandatos consecutivos entre 1991 e 1999. É sobrinho-neto de Kārlis Ulmanis, foi uma importante figura política antes da Segunda Guerra Mundial e o último presidente da Letônia antes da ocupação soviética.